# Parc national Lago Puelo
Le parc national Lago Puelo est un parc national argentin situé au nord-est de la province du Chubut, en Patagonie andine. Il s'étend sur 27 600 hectares, adossé à la frontière chilienne, et entourant le lac Puelo.
Il fut créé en 1937, mais au début il exista comme annexe du parc national Los Alerces. Ce n'est qu'en 1971 qu'il commença à fonctionner comme entité indépendante. Le but de sa création est la protection du paysage et de la flore au niveau du Paso Puelo.
Le relief du parc est montagneux, avec des lacs d'origine glaciaire. Les rivières apportent au lac Puelo une grande quantité de sédiments glaciaires qui confèrent une couleur turquoise et opaque à ses eaux.
Le parc fait partie avec les parcs nationaux Lanín, Nahuel Huapi, Los Arrayanes et Los Alerces de la réserve de biosphère Andino Norpatagonica reconnue par l'Unesco en 2007.

## Faune
La faune autochtone est représentée par le huemul ou cerf du sud andin, le pudu, le renard des Andes, le ragondin et aussi le puma. Dans les lacs on trouve des perches, le puyen grande et la peladilla. Les oiseaux les plus fréquents sont le canard brassemer de Patagonie, l'Ibis mandore, le merle austral, etc.

## Flore
La flore est formée d'espèces caractéristiques de la forêt valdivienne chilienne (tique, avellano ou noisetier chilien, le tique, l' avellano, l' ulmo, le lingue, le deu, le voqui blanco, le gaultheria insana, ainsi que par la flore autochtone de la forêt andine de Patagonie argentine (coihue, lenga, cyprès, radal, arrayán). 
Parmi les espèces introduites, on trouve en abondance la rosa moschata, qui a proliféré dans toute la zone, et la truite, espèce qui a fait disparaitre d'autres espèces autochtones de poissons.

## Art rupestre
On a mis au jour dans le parc des spécimens d'art rupestre. Ce sont des motifs géométriques de couleur rosée dessinés sur la pierre.
Les Mapuches habitent hors des limites du parc, à l'est de celui-ci. Dans le parc lui-même, il y a des résidents permanents qui pour ce faire possèdent un permis spécial.

## Tourisme
Le parc possède des infrastructures destinées à recevoir des visiteurs. Il est possible d'y camper, de s'y baigner, de faire des randonnées lacustres et de pêcher. Il existe divers sentiers pour grande randonnée ou plus courtes promenades.